# Спас-Береза
Спас-Берёза — деревня в Оленинском муниципальном округе Тверской области, до 2019 года входила в состав Гришинского сельского поселения.

## География
Деревня расположена на берегу реки Берёза в 6 км на юг от посёлка Оленино.

## История
В 1808 году на погосте Спас-Береза была построена каменная Преображенская церковь с 3 престолами, метрические книги с 1795 года.
В конце XIX — начале XX века погост Спас-Береза входил в состав Козинской волости Ржевского уезда Тверской губернии. 
С 1929 года деревня входила в состав Воронинского сельсовета Оленинского района Ржевского округа Московской области, с 1935 года — в составе Калининской области, с 1994 года — в составе Воронинского сельского округа, с 2005 года — в составе Гришинского сельского поселения, с 2019 года — в составе Оленинского муниципального округа.

## Население
| 1859 | 2002 | 2010 |
| ---- | ---- | ---- |
| 24   | ↘2   | ↘1   |

## Достопримечательности
В деревне находится сохранившаяся колокольня Церкви Спаса Преображения (1808).